# Олесово
Олесово — деревня в Палехском районе Ивановской области. Входит в состав Раменского сельского поселения.

## География
Деревня находится на расстоянии 7 км к юго-востоку (13,5 км по дорогам) от Палеха, административного центра района.

## Население
| 1859 | 1905 | 2010 |
| ---- | ---- | ---- |
| 95   | ↘62  | ↘0   |